# 定範
定範（じょうはん、永万元年（1165年）- 元仁2年2月25日（1225年4月4日））は、平安時代末期・鎌倉時代前期の真言宗・三論宗兼学の僧。藤原成範の子で信西の孫、成賢の実弟。通称は民部卿法印。

## 経歴
初め醍醐寺にいた叔父の勝賢に真言宗を、後に東大寺にいた叔父の明遍（勝賢の兄弟）に三論宗を学んだ。建久元年6月7日（1190年7月11日）、東大寺東南院の院主であった勝賢の譲状を受けて院主となった。建保元年（1213年）に東大寺別当に就任し、承久3年（1221年）3月に辞任、同年7月には醍醐寺座主に就任し、没するまでその地位にあった。また、この年には法印・権大僧都に叙せられている。なお、東南院院主の地位は没するまで保持しており、没後に生前の定範と亡くなった後高倉院との間で仁和寺の道深法親王（後高倉院の子）に東南院院主を譲る約束をした事が発覚して東大寺の反感を買っているが、定範の死去から8か月後の（元仁2年改め）嘉禄元年11月5日（1225年12月6日）には東大寺に対して道深への東南院譲渡を命じる官宣旨が出されているが、これに反発した東大寺と興福寺の衆徒による強訴に発展する。翌年になって道深は東南院の院主を辞退するが、この問題は定範個人の問題というよりは承久の乱後に行われた後鳥羽院系の皇族に対する処分（その欠を後高倉院系の皇族が占める措置）に連動した政治的な流れの一環であった。